# Сисеро (Индијана)
Сисеро (енгл. Cicero) град је у америчкој савезној држави Индијана.

## Демографија
По попису из 2010. године број становника је 4.812, што је 509 (11,8%) становника више него 2000. године.
| Група             | 2000.         | 2010.         |
| Белци             | 4.193 (97,4%) | 4.615 (95,9%) |
| Афроамериканци    | 8 (0,2%)      | 29 (0,6%)     |
| Азијати           | 12 (0,3%)     | 26 (0,5%)     |
| Хиспаноамериканци | 48 (1,1%)     | 73 (1,5%)     |
| Укупно            | 4.303         | 4.812         |